# Lijst van voetbalinterlands Engeland - Roemenië
Deze lijst van voetbalinterlands is een overzicht van alle officiële voetbalwedstrijden tussen de nationale teams van Engeland en Roemenië. De landen speelden tot op heden twaalf keer tegen elkaar. De eerste ontmoeting, een vriendschappelijke wedstrijd, werd gespeeld in Boekarest op 24 mei 1939. Het laatste duel, eveneens een vriendschappelijke wedstrijd, vond plaats op 6 juni 2021 in Middlesbrough.

## Wedstrijden
| №  | Plaats        | Datum             | Competitie           | Wedstrijd           | Uitslag |
| -- | ------------- | ----------------- | -------------------- | ------------------- | ------- |
| 1  | Boekarest     | 24 mei 1939       | Vriendschappelijk    | Roemenië – Engeland | 0 – 2   |
| 2  | Boekarest     | 6 november 1968   | Vriendschappelijk    | Roemenië – Engeland | 0 – 0   |
| 3  | Londen        | 15 januari 1969   | Vriendschappelijk    | Engeland – Roemenië | 1 – 1   |
| 4  | Guadalajara   | 2 juni 1970       | WK 1970              | Engeland – Roemenië | 1 – 0   |
| 5  | Boekarest     | 15 oktober 1980   | WK 1982 kwalificatie | Roemenië – Engeland | 2 – 1   |
| 6  | Londen        | 29 april 1981     | WK 1982 kwalificatie | Engeland – Roemenië | 0 – 0   |
| 7  | Boekarest     | 1 mei 1985        | WK 1986 kwalificatie | Roemenië – Engeland | 0 – 0   |
| 8  | Londen        | 11 september 1985 | WK 1986 kwalificatie | Engeland – Roemenië | 1 – 1   |
| 9  | Londen        | 12 oktober 1994   | Vriendschappelijk    | Engeland – Roemenië | 1 – 1   |
| 10 | Toulouse      | 22 juni 1998      | WK 1998              | Roemenië – Engeland | 2 – 1   |
| 11 | Charleroi     | 20 juni 2000      | EK 2000              | Engeland – Roemenië | 2 – 3   |
| 12 | Middlesbrough | 6 juni 2021       | Vriendschappelijk    | Engeland − Roemenië | 1 − 0   |

## Samenvatting
| Competitie        | Totaal gespeeld | Winst Engeland | Gelijk | Winst Roemenië | Doelsaldo Engeland – Roemenië |
| ----------------- | --------------- | -------------- | ------ | -------------- | ----------------------------- |
| WK-eindronde      | 2               | 1              | 0      | 1              | 2 − 2                         |
| WK-kwalificatie   | 4               | 0              | 3      | 1              | 2 − 3                         |
| EK-eindronde      | 1               | 0              | 0      | 1              | 2 − 3                         |
| Vriendschappelijk | 5               | 2              | 3      | 0              | 5 − 2                         |
| Totaal            | 12              | 3              | 6      | 3              | 11 − 10                       |

## Details

### Vijfde ontmoeting
| WK 1982 kwalificatie (Boekarest, Roemenië, 15 oktober 1980): |       |                   |
| Roemenië                                                     | 2 – 1 | Engeland          |
| Mircea Răducanu 34' Anghel Iordănescu 78' (pen.)             | goals | 64' Tony Woodcock |

### Zesde ontmoeting
| WK 1982 kwalificatie (Londen, Verenigd Koninkrijk, 29 april 1981): |       |          |
| Engeland                                                           | 0 – 0 | Roemenië |
|                                                                    | goals |          |

### Zevende ontmoeting
| WK 1986 kwalificatie (Boekarest, Roemenië, 1 mei 1985): |       |          |
| Roemenië                                                | 0 – 0 | Engeland |
|                                                         | goals |          |

### Achtste ontmoeting
| WK 1986 kwalificatie (Londen, Verenigd Koninkrijk, 11 september 1985): |       |                     |
| Engeland                                                               | 1 – 1 | Roemenië            |
| Glenn Hoddle 25'                                                       | goals | 60' Rodion Cămătaru |

### Negende ontmoeting
| Vriendschappelijk (Londen, Verenigd Koninkrijk, 12 oktober 1994):      |       |                     |
| Engeland                                                               | 1 – 1 | Roemenië            |
| Rob Lee 55'                                                            | goals | 30' Ilie Dumitrescu |
| - Debuut van doelpuntenmaker Rob Lee (Newcastle United) voor Engeland. |       |                     |

### Tiende ontmoeting
| Groepswedstrijd WK 1998 (Toulouse, Frankrijk, 22 juni 1998): |              | |
| Roemenië | 2 – 1        | Engeland |
| Viorel Moldovan 43' Dan Petrescu 89' | goals        | 83' Michael Owen |
| Anghel Iordănescu | bondscoach   | Glenn Hoddle |
| Bogdan Stelea Dan Petrescu Liviu Ciobotariu Gheorghe Popescu Iulian Filipescu Dorinel Munteanu Gheorghe Hagi 72' Constantin Gâlcă Gabriel Popescu Viorel Moldovan 83' Adrian Ilie | opstellingen | David Seaman Gary Neville Tony Adams Sol Campbell Darren Anderton 33' Paul Ince David Batty Graeme Le Saux Paul Scholes Alan Shearer 73' Teddy Sheringham |
| Ovidiu Stîngă 72' 84' Marius Lăcătuș 83' Lucian Marinescu 84' | wissels      | 33' David Beckham 73' Michael Owen |
| Gheorghe Hagi 4' Gheorghe Popescu 46' Liviu Ciobotariu 78' Iulian Filipescu 88'                                                                                                   | gele kaarten | |

### Elfde ontmoeting
| Groepswedstrijd EK 2000 (Charleroi, België, 20 juni 2000): |       |                                                               |
| Engeland                                                   | 2 – 3 | Roemenië                                                      |
| Alan Shearer 41' (pen.) Michael Owen 45'                   | goals | 22' Cristian Chivu 48' Dorinel Munteanu 89' (pen.) Ioan Ganea |

FA · A-internationals · Selecties · Bondscoaches · Engels vrouwenelftal · Brits olympisch elftal · Engeland -21 · Engeland -20 · Engeland -19 · Engeland -18 · Engeland -17 · Engeland -16 · Vrouwen -17
1872 – 1899 ·
1900 – 1919 ·
1920 – 1929 ·
1930 – 1939 ·
1940 – 1949 ·
1950 – 1959 ·
1960 – 1969 ·
1970 – 1979 ·
1980 – 1989 ·
1990 – 1999 ·
2000 – 2009 ·
2010 – 2019 ·
2020 − 2029
EK's: 1968 ·
1980 ·
1988 ·
1992 ·
1996 ·
2000 ·
2004 ·
2012 · 
2016 · 
2020 · 
2024
WK's: 1950 ·
1954 ·
1958 ·
1962 ·
1966 ·
1970 ·
1982 ·
1986 ·
1990 ·
1998 ·
2002 ·
2006 ·
2010 ·
2014 ·
2018 · 
2022
Albanië ·
Algerije ·
Andorra ·
Argentinië ·
Australië ·
Azerbeidzjan ·
België ·
Bosnië en Herzegovina ·
Brazilië ·
Bulgarije ·
Canada ·
Chili ·
China ·
Colombia ·
Costa Rica ·
Cyprus ·
Denemarken ·
DDR · 
Duitsland ·
Ecuador ·
Egypte ·
Estland ·
Finland ·
Frankrijk ·
Georgië ·
Ghana ·
GOS ·
Griekenland ·
Honduras ·
Hongarije ·
Ierland ·
IJsland · 
Iran ·
Israël ·
Italië ·
Ivoorkust ·
Jamaica ·
Japan ·
Joegoslavië ·
Kameroen ·
Kazachstan ·
Koeweit ·
Kosovo ·
Kroatië ·
Liechtenstein ·
Litouwen ·
Luxemburg ·
Maleisië ·
Malta ·
Marokko ·
Mexico ·
Moldavië ·
Montenegro ·
Nederland ·
Nieuw-Zeeland ·
Nigeria ·
Noord-Ierland ·
Noord-Macedonië ·
Noorwegen ·
Oekraïne ·
Oostenrijk ·
Panama · 
Paraguay ·
Peru · 
Polen ·
Portugal ·
Roemenië ·
Rusland ·
San Marino · 
Saoedi-Arabië ·
Schotland ·
Senegal ·
Servië ·
Servië en Montenegro · 
Slovenië ·
Slowakije ·
Sovjet-Unie ·
Spanje ·
Trinidad en Tobago ·
Tsjechië ·
Tsjecho-Slowakije ·
Tunesië ·
Turkije ·
Uruguay ·
Verenigde Staten ·
Wales ·
Wit-Rusland ·
Zuid-Afrika ·
Zuid-Korea ·
Zweden ·
Zwitserland
Algerije (2010) · 
Argentinië (1986) · 
Argentinië (1998) · 
Argentinië (2002) · 
België (1990) · 
België (2018, 1) · 
België (2018, 2) · 
Brazilië (2002) · 
Colombia (1998) ·
Colombia (2018) ·
Costa Rica (2014) ·
Denemarken (2002) ·
Denemarken (2021) · 
Duitsland (2000) ·
Duitsland (2010) ·
Duitsland (2021) ·
Ecuador (2006) ·
Egypte (1990) ·
Frankrijk (1982) ·
Frankrijk (2012) ·
Frankrijk (2022) ·
Ierland (1990) · 
IJsland (2016) ·
Italië (1990) · 
Italië (2012) · 
Italië (2014) · 
Italië (2021) · 
Kameroen (1990) · 
Koeweit (1982) · 
Kroatië (2018) ·
Kroatië (2021) · 
Marokko (1986) · 
Nederland (1990) · 
Nigeria (2002) · 
Oekraïne (2012) · 
Oekraïne (2021) ·
Panama (2018) · 
Paraguay (1986) · 
Paraguay (2006) · 
Polen (1986) · 
Portugal (1986) · 
Portugal (2000) · 
Portugal (2006) · 
Roemenië (1998) ·
Roemenië (2000) ·
Rusland (2016) ·
Schotland (2021) ·
Senegal (2022) ·
Slovenië (2010) ·
Slowakije (2016) ·
Spanje (1982) ·
Spanje (2024) ·
Trinidad en Tobago (2006) ·
Tsjechië (2021) ·
Tsjecho-Slowakije (1982) ·
Tunesië (1998) ·
Tunesië (2018) ·
Uruguay (2014) ·
Verenigde Staten (2010) ·
Wales (2016) · 
West-Duitsland (1966) ·
West-Duitsland (1982) ·
West-Duitsland (1990) ·
Zweden (2002) ·
Zweden (2006) · 
Zweden (2012)
FRF · A-internationals · Selecties · Bondscoaches · Statistieken · Roemeens vrouwenelftal · Olympisch elftal · Roemenië U21 · Roemenië U20 · Roemenië U19 · Roemenië U18 · Roemenië U17 · Roemenië U16
1922 – 1929 · 
1930 – 1939 · 
1940 – 1949 · 
1950 – 1959 · 
1960 – 1969 · 
1970 – 1979 · 
1980 – 1989 · 
1990 – 1999 · 
2000 – 2009 · 
2010 – 2019 · 
2020 – 2029
EK's: 1984 · 
1996 · 
2000 · 
2008 · 
2016 · 
2024
WK's: 1930 · 
1934 · 
1938 · 
1970 · 
1990 · 
1994 · 
1998
OS: 1924 · 
1952 · 
1964 · 
2020
1922 · 
1923 · 
1924 · 
1925 · 
1926 · 
1927 · 
1928 · 
1929 · 
1930 · 
1931 · 
1932 · 
1933 · 
1934 · 
1935 · 
1936 · 
1937 · 
1938 · 
1939 · 
1940 · 
1941 · 
1942 · 
1943 · 
1944 · 
1945 · 
1946 · 
1947 · 
1948 · 
1949 · 
1950 · 
1952 · 
1952 · 
1953 · 
1954 · 
1955 · 
1956 · 
1957 · 
1958 · 
1959 · 
1960 · 
1961 · 
1962 · 
1963 · 
1964 · 
1965 · 
1966 · 
1967 · 
1968 · 
1969 · 
1970 · 
1971 · 
1972 · 
1973 · 
1974 · 
1975 · 
1976 · 
1977 · 
1978 · 
1979 · 
1980 · 
1981 · 
1982 · 
1983 · 
1984 · 
1985 · 
1986 · 
1987 · 
1988 · 
1989 · 
1990 · 
1991 · 
1992 · 
1993 · 
1994 · 
1995 · 
1996 · 
1997 · 
1998 · 
1999 · 
2000 · 
2001 · 
2002 · 
2003 · 
2004 · 
2005 · 
2006 · 
2007 · 
2008 · 
2009 · 
2010 · 
2011 · 
2012 · 
2013 · 
2014 · 
2015 ·
2016 ·
2017 ·
2018 ·
2019 ·
2020 ·
2021 ·
2022 ·
2023
Albanië ·
Algerije ·
Andorra ·
Argentinië ·
Armenië ·
Australië ·
Azerbeidzjan ·
België ·
Bolivia ·
Bosnië en Herzegovina ·
Brazilië ·
Bulgarije ·
Chili ·
China ·
Colombia ·
Congo-Kinshasa ·
Cuba ·
Cyprus ·
DDR ·
Denemarken ·
Duitsland ·
Ecuador ·
Egypte ·
Engeland ·
Estland ·
Faeröer ·
Finland ·
Frankrijk ·
Georgië ·
Griekenland ·
Honduras ·
Hongarije ·
Ierland ·
IJsland ·
Irak ·
Iran ·
Israël ·
Italië ·
Ivoorkust ·
Japan ·
Joegoslavië ·
Kameroen ·
Kazachstan · 
Kosovo · 
Kroatië ·
Letland ·
Liechtenstein ·
Litouwen ·
Luxemburg ·
Malta ·
Marokko ·
Mexico ·
Moldavië ·
Montenegro ·
Nederland ·
Nigeria ·
Noord-Ierland ·
Noord-Macedonië ·
Noorwegen ·
Oekraïne ·
Oostenrijk ·
Paraguay ·
Peru ·
Polen ·
Portugal ·
Rusland ·
San Marino ·
Schotland ·
Servië ·
Slovenië ·
Slowakije ·
Sovjet-Unie ·
Spanje ·
Trinidad en Tobago ·
Tsjechië ·
Tsjecho-Slowakije ·
Tunesië ·
Turkije ·
Turkmenistan ·
Uruguay ·
Verenigde Arabische Emiraten ·
Verenigde Staten ·
Wales ·
Wit-Rusland ·
Zuid-Korea ·
Zweden ·
Zwitserland
Albanië (2016) · 
Frankrijk (2008) · 
Frankrijk (2016) · 
Italië (2008) · 
Nederland (2008) · 
Zwitserland (2016)